# KEZ (Rapper)
Der Rapper KEZ, mit bürgerlichem Namen Kevin Gradito, kommt aus Baden-Baden und war bis 2014 auch als Kezcobar bekannt.

## Leben und Karriere
Der Deutsch-Italiener präsentierte sich mit 13 Jahren erstmals einem größeren Publikum, als er u. a. mit Samy Deluxe, Azad und Max Herre am Hamburger Hafen auftritt. Hierzu kommt es in Folge eines Wettbewerbs, zu dem Samy Deluxe aufgerufen hat. KEZ gewann diesen und durfte zum Abschluss des Workshops, zu dem er als Sieger des Wettbewerbs eingeladen wurde, neben den Größen des deutschen Hip-Hop auf der Bühne stehen.
Seine professionelle Karriere begann, als er sich durch seine lyrischen Fähigkeiten und seinen markanten Stil in der Rapszene einen Namen machte. Der Rapper und Labelchef Manuellsen entdeckte KEZ früh, ebenso wie andere Künstler wie Pa Sports, KC Rebell und Moe Phoenix. In Zusammenarbeit mit Manuellsens Label „König im Schatten“ und Universal Music veröffentlichte KEZ seine ersten beiden Studioalben, die ihm große Anerkennung einbrachten.
Ab 2020 entschloss sich KEZ, seinen eigenen Weg zu gehen, und veröffentlichte in nur drei Jahren vier Projekte in Alleinregie über die Vertriebswege von Universal Chapter One. Neben seinen eigenen Alben begann er, sich als Songwriter zu profilieren und arbeitete mit einer beeindruckenden Liste von Künstlern zusammen, darunter Haftbefehl, Shindy, Nimo, Pa Sports, Mike Singer, Sierra Kidd, Olexesh, Liz und vielen mehr. Besonders hervorzuheben ist die Ballade Licht, die KEZ für Mike Singers Nummer-1-Album Emotions schrieb. Der Song entwickelte sich zum erfolgreichsten Solosong des Albums und gehört zu den beliebtesten Songs des Künstlers.
Seinen endgültigen Ritterschlag erhielt KEZ im Jahr 2021, als niemand Geringeres als Snoop Dogg ihn einlud, an seinem Album Algorithm Global Edition mitzuwirken. KEZ wurde auf den Track No Smut On My Name eingeladen.
2022 erscheint sein bisher erfolgreichstes Album "Espresso Ghetto" begleitet von einer Dokumentation von „Stoked“, die seine Hörer zum ersten Mal hinter die Musik des Künstlers blicken lässt.
Heute ist KEZ sowohl als eigenständiger Künstler als auch als gefragter Songwriter eine feste Größe in der deutschsprachigen Musikszene und genießt auch international Aufmerksamkeit.
Ein Zitat von Aria Nejati lautet: „Wer Hip-Hop liebt, muss sein Fan sein“.

## Diskografie

### Alben
- 2017: Keznation
- 2019: KREAM
- 2020: Season 1
- 2022: Season 2
- 2022: Espresso Ghetto
- 2023: Born Winner

### Singles
- 2019: Intro
- 2019: Amen
- 2019: Kream
- 2019: Zu viele Frauen
- 2019: Drips
- 2020: Wunden
- 2020: Wackel
- 2020: Superheld
- 2020: Bleib bei mir
- 2020: Homerun
- 2021: Stunde Null
- 2021: Himmelrot
- 2021: Lass sie reden
- 2021: Roomers
- 2021: Eigentlich gut
- 2021: Könige im Schatten
- 2021: Heavy (feat. Olexesh)
- 2021: Block (feat. Haftbefehl)
- 2021: Chefkoch
- 2021: Unterschied
- 2022: Racks in der Wand (feat. Manuellsen)
- 2022: Espresso Ghetto
- 2022: Florenz Freestyle
- 2022: Jesus
- 2022: Liebe oder Hass
- 2022: Lieber Tot Als Broke
- 2022: Now You Know
- 2022: Nummer 1
- 2022: Preis
- 2023: Gib mir Flouz
- 2023: Keine Hoes (feat. Ali As)
- 2023: Lucky Lady
- 2023: Lamborghini Doors (feat. PA Sports)
- 2023: Rick Rozay